# 백자 달항아리 (보물 제1439호)
백자 달항아리(白磁 壺)는 서울특별시 종로구에 있는 조선시대의 백자이다. 2005년 8월 12일 대한민국의 보물 제1439호로 지정되었다.

## 개요
규모가 큰 항아리로서 높이와 몸통의 비례가 적당하며 몸통의 둥근 곡선도 매우 부드럽게 이어져 있다. 몸통이 둥글고 큰 양감을 나타내는 반면 입과 굽이 상대적으로 작은 편이어서 단정한 느낌을 준다.
좌우대칭도 완전한 편이고 몸통에 별다른 움직임과 변화가 없으며, 투명한 유약층 밑으로 엷은 유백색을 띠는 태토가 비쳐 보여 전체적으로 평온한 분위기를 주며 보존상태도 우수하다.

## 같이 보기
- 백자

## 참고 자료
- 백자 달항아리 - 국가유산청 국가유산포털